# Júlia Livil·la
Júlia Livil·la o Júlia Lívia (en llatí Julia Livia o Julia Livilla) va ser filla de Germànic Cèsar i Agripina Major, nascuda l'any 18.
L'any 33 es va casar amb Marc Vinici. El seu germà Calígula hi va mantenir una continuada relació incestuosa, però l'any 37 la va desterrar.
Claudi la va cridar de l'exili però al cap de poc temps la va fer matar per instigació de la seva esposa Valèria Messalina, que n'envejava la bellesa, en temia la influència i es ressentia de l'aristocràcia de Júlia. Va ser acusada d'adulteri i morta, i el filòsof Sèneca va ser desterrat a Còrsega acusat d'haver confabulat amb ella.